# Martin Aronson-Liljegral
Martin Aronson-Liljegral, född 11 augusti 1869 i Hällaryds socken, Blekinge, död 1954, var en svensk konstnär.
Han var son till länsmannen Anders Robert Videberg och Anna Svensson. Han utbildade sig först till yrkesmålare i Karlshamn 1883-1888 och studerade därefter vid Konstakademien i Stockholm 1895-1901, samtidigt med akademistudierna deltog han i Axel Tallbergs etsningsskola. Han anordnade i början av 1900-talet ett tiotal konstlotterier där han försålde egna målningar och etsningar. Hans konst består av porträtt, figurbilder, historiska figurscener, arkitektur och landskap i etsningar, torrnål och mezzotint. Aronson-Liljegral är representerad med en etsning vid Nationalmuseum och Hallwylska museet i Stockholm. Han gav ut diktsamlingen Landstrykaren och boken Fragment ur "lifvet (läran om alltings återställelse)